# پیاده‌راه

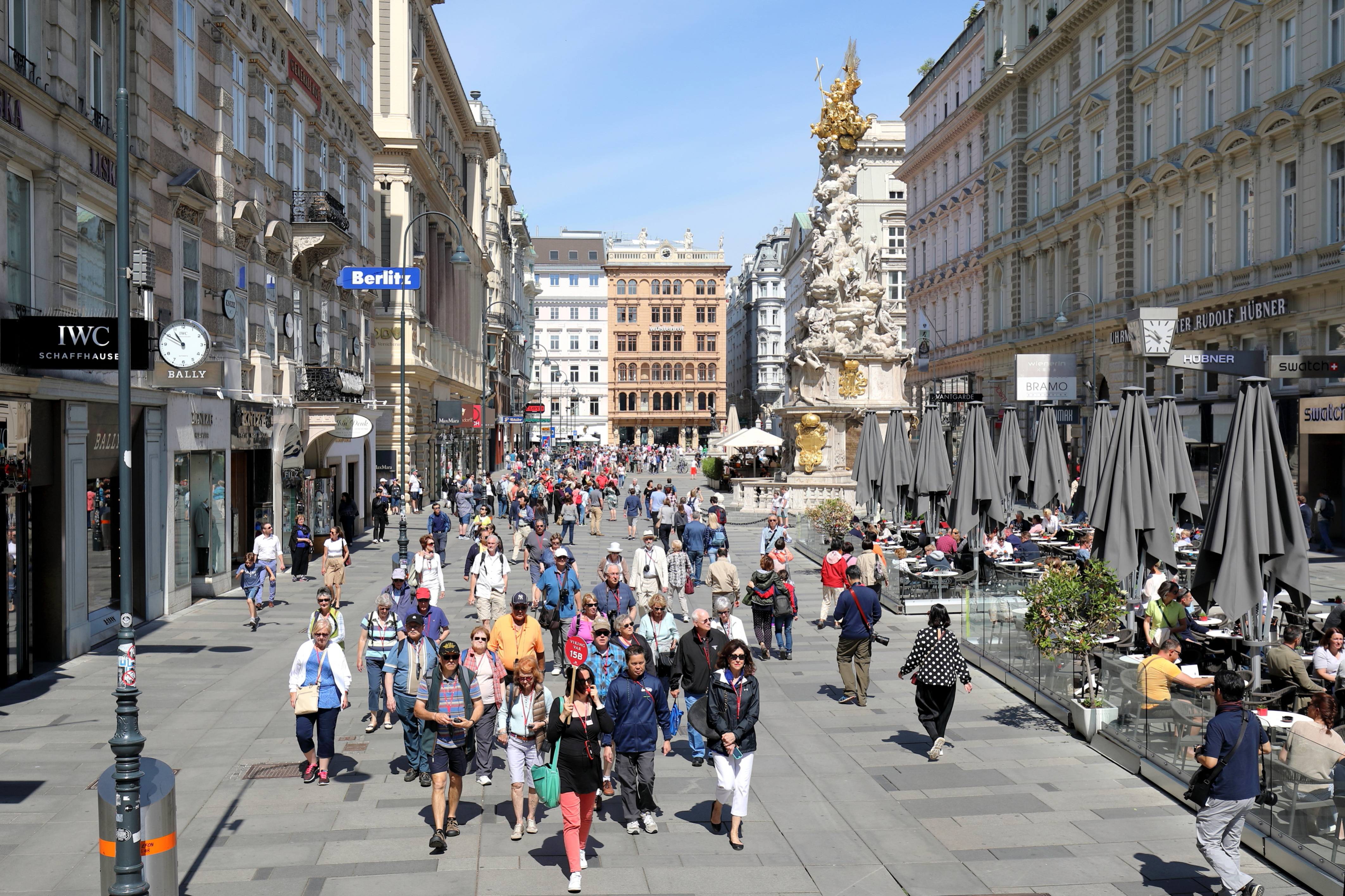
نخستین منطقه پیاده وین

پیاده‌راه، گذرگاه پیاده یا منطقه عابر‌ پیاده (به انگلیسی: Pedestrian zone) به هر نوع گذرگاه گفته می‌شود که ویژه عابرین پیاده باشد. پیاده‌راه در مراکز شهری، کنار جاده‌های بیرون شهر یا گردشگاه‌های طبیعی ساخته می‌شوند.
پیاده‌راه یا محدوده‌های پیاده بخشی از فضاهای شهری هستند که بنا بر برخی دلایل ویژه و دارا بودن برخی پتانسیل‌های فرهنگی، گردشگری، تجاری و غیره در کلا یا در بخشی از ساعات شبانه روز کاملا بر روی حرکت سواره بسته شده و صرفا آمدوشد رهگذران و‌ پیاده‌ها اختصاص می‌یابند. پیاده‌راه‌ها نه صرفا برای کارکردهای فیزیکی و ترافیکی، یا پدیداری و گسترش برخی کاربری‌ها یا دلابل اقتصادی بلکه به منظور گسترش پیوندها و ارتباطات و اندرکنش‌های اجتماعی- فرهنگی و ساخت فضای انسانی در عرصه همگانی مورد توجه قرار گرفته‌اند. این مناطق ممکن است از آغاز برای گذر و آمدوشد پیاده‌ها و رهگذران ساخته شده باشند و یا این که خیابان‌هایی باشند که به پیاده‌راه تغییر کاربری داده شده باشند. تغییر کاربری منطقه و تبدیل آن به پیاده‌راه را اصطلاحا پیاده‌سازی (Pedestrianization) می‌خوانند.از اثرات و کاربردهای اجتماعی پیاده راه‌ها می‌توان به برگزاری و ارائه شکل‌های مختلف نمایشگاه‌ها، فستیوال‌ها و هنرهای خیابانی و... اشاره کرد. وجود پیاده راه‌های جاذب جمعیت و شکل دهنده تعامل اجتماعی هم حاکی از تمدن، مدنیت وهویت هر شهر و هم تقویت کننده آن است

## پیشینه
نخستین اقدام در زمینه جداسازی شدآمد سواره از پیاده در سال ۱۸۵۸ توسط شهرساز آمریکایی به نام اولمستد انجام گرفت. نخستین پیاده‌راه جهان از سال ۱۹۱۳ در بوئنوس آیرس اجرا شد. پیاده‌راه در محدوده تاریخی و مرکزی شهرهای اروپایی برای نخستین بار در منطقه‌ای محدود و محلی پس از جنگ دوم جهانی در مرکز شهر اسن آلمان راه‌اندازی شد و در پی آن پیاده‌راه‌های تاریخی - تجاری بیشتر شهرهای تاریخی اروپا از پایان دهه ۱۹۵۰ تا سال ۱۹۷۵ ساخته شد. برنامه‌هایی جهت اجرای شبکه بهم‌پیوسته پیاده شهری در دهه نخست سده ۲۱ در بیشتر شهرهای اروپایی تدوین شد.

## انواع پیاده‌راه
انواع پیاده‌راه‌ها از دید محدودیت حرکت سواره به سه گروه دسته‌بندی می‌شوند. 
1. پیاده‌راه‌هایی که هیچ وسیله نقلیه‌ای اجازه گذر در آنها را ندارد.
2. پیاده‌راه‌هایی که بعضی وسایل نقلیه بسیار کم سرعت اجازه گذر از میان آنها را دارد.
3. پیاده‌راه‌هایی که در ساعات ویژه‌ای از روز ( معمولا عصرها) و یا روزهای ویژه‌ای از هفته یا سال اجازه تردد وسایل نقلیه را ندارد.

## گذرگاه‌های پیاده

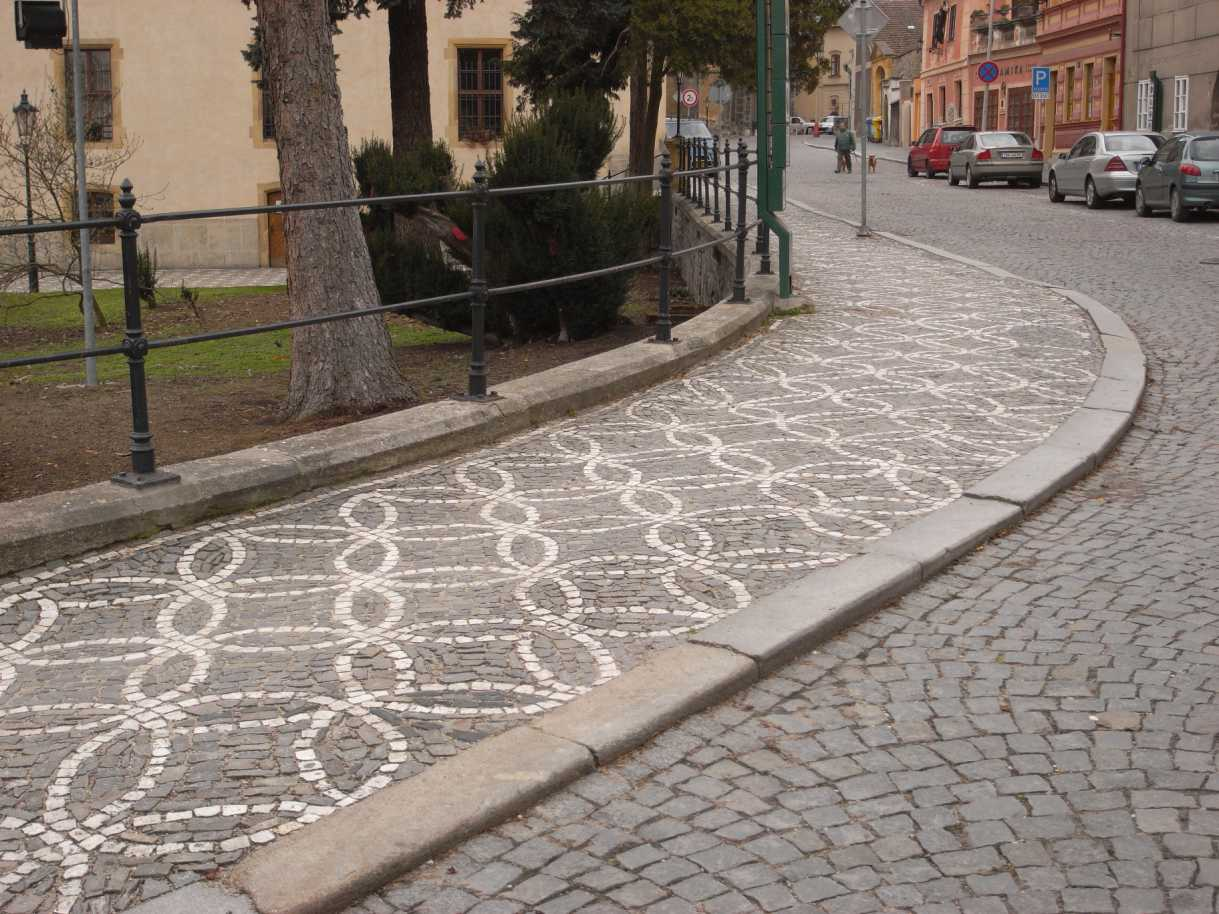
پیاده‌رو شهری نمونه‌ای از معبر پیاده است.

- پیاده‌رو: مسیر ویژه عابرین پیاده که به موازات سواره رو در یک خیابان ساخته می‌شود.
- کوچه: برخی کوچه‌های باریک تنها امکان تردد عابرین پیاده را دارند.
- بن‌بست: همانند کوچه‌های باریک، بن‌بست‌های کوتاه و باریک نیز ممکن است فقط برای عبور و مرور عابرین پیاده طراحی شده باشند.
- راه پله: چه در سطح کوچه‌ها و چه در ساختمانها، پلکان و راه پله عموماً فقط امکان تردد افراد پیاده را می‌دهد.
- پل عابر پیاده